# 王焘 (太仓人)
王燾（16世紀—1637年），字澹仲，號函符，南直隸蘇州府太倉州籍，崑山縣人，明朝政治人物。

## 生平
王燾是成化二十三年進士王秩的玄孫，年少貧窮，九歲時出繼從父，有族人謀求其家產，他讓出後親自供養繼祖母和繼母。萬曆四十六年（1618年）戊午科應天鄉試舉人，授海門教諭，正己率物、跟隨禮儀，曾親自斥責拿餽金給他的成生；當時知縣得知他清貧，於是派衙役押盜賊到他家寫信求釋放，並奉上五十兩銀，他卻叫喚衙役說：「此人真是盜賊？不能放過他！但若他不是盜賊，就應該立刻釋放，奈何用錢賄賂我。」堅持清節；又資助優秀諸生李存性入縣學，獲縣民稱頌，因本生母去世回鄉。
崇禎三年（1630年）服闕，任儀真教諭，以縣紳陳廷策為師，清介而寡合，樹立典範給士子，推卻寒士饋贈、嚴厲約束鄉飲，捐俸供給貧窮師道，獲薦陞解州知州，卻因祖母去世再次回鄉守制，在東林書院講學三年。
服闋，王燾改任隨州知州，隨州經盜賊焚掠，戶口不滿千人，當時的人都擔心當地情況勸他不要就任，但王燾回答「臣子敢擇地而蹈乎？」後便星馳上任。到任後，他訓練訓民、修繕兵器、增建城垣，并帶領民兵殲滅作亂的土寇李良喬，擊斬三百餘人。崇禎十年（1637年）正月流寇突然到達隨州，守將王大用逃遁，關廂失守，他身冒矢石，且守且戰，擊斬三百多人。對方憤而圍城二十日，適逢遇上大風雪、西城大火、留守者散去，他知道戰事必敗，因此飛馳入官署整理衣冠自縊，有千多名州民亦跟隨他赴義而死。流寇焚毀官署，但火偏燒不到王燾死去位置，而其屍身直立不倒，賊人望見都驚懼逃走，不久長官尋找州印，發現在其屍身所處泥土之下。
崇禎十一年（1638年）其子王錫中上疏請求贈恤，因薛國觀阻撓而未允。崇禎十七年（1644年）追贈太常寺少卿，弘光帝時諡烈愍，清朝諡節愍。

## 引用
1. 1 2  民國《太倉州志·卷十九·人物三》：王燾，字澹仲，秩元孫，少孤貧，九歲出後從父族人，有謀共產者且鉅萬，燾悉以讓，獨迎養所後祖母及母惟謹。萬曆四十六年舉於鄉，授海門教諭，謝革贄儀，後補儀真邑令，墨絕弗與通，嘗會試路資絕，商人江慕燾清節進百金謝弗受。薦陞解州知州，未任丁祖母憂，服除補隨州，州經羣盜焚掠，戶不滿千，燾至增城垣、練軍實，賊易從隨縱騎過，燾督民兵擊斬三百餘人，賊憤悉眾圍城守二十日引去；崇禎十年賊大至，守將王大用遁關廂失守，燾猶晝夜守城手殺賊偵，會天大風雪，西城火裂，燾知事敗，馳入署整冠帶自縊，賊焚州治，所縊室獨存，屍植立不仆，賊望見駭走。既所司察狀覓州印，印出燾所立尺土下，踰年子錫中疏請贈卹未報，福王時諡烈愍，國朝諡節愍。
2. ↑  光緒《崑新兩縣續修合志·卷十八·選舉表二》：萬厯四十六年戊午科（舉人）……王燾 澹仲，號函符，太倉籍，隨州知州，見忠節
3. ↑  道光《海門縣志·卷二》：王燾，崑山人，舉人，任縣學教諭，正己率物、動循禮義，時邑宰知其清貧，令役人押一盜往求燾書開釋，奉銀五十兩，燾喚役前諭之曰：「此真盜耶？法不可縱！如非盜耶，既誤執矣，釋之尚恨其晚！奈何以賄浼我。」其分節類此。後為隨州守，流賊犯境殉難。
4. ↑  道光《重修儀徵縣志·卷二十六·職官志》：王燾，崑山人，舉人，崇禎三年任教諭，為人清介寡合、端廉樹範，却寒士之餽、嚴鄉飲之舉，又捐俸以供給窮交師道卓然，擢知山西解州，復除湖廣隨州，流賊破城死節，有撫按題卹。
5. ↑  《東林列傳》：「通陞解州知州，未任丁祖，母艱，在東林講學者三載。」
6. ↑  《東林列傳》：「崇禎九年，補隨州，故流寇出沒地，或憂之，燾曰：「臣子敢擇地而蹈乎？」星馳赴任，練鄉勇，審偵探，釐馬政，設攩木，有土寇李良喬等潛伺為亂，先計殲之。」
7. ↑  《東林列傳》：「不數月，獻賊猝至，攻圍甚急，燾身冒矢石，且戰且守，殺賊三百餘人」
8. ↑  同治《隨州志·卷二十一·名宦》：王燾，字澹仲，崑山人，萬厯末舉於鄉，由教諭厯隨州知州，州經羣盜焚掠，戶不滿千，燾訓民兵、繕守具，土寇李良喬為亂殲滅之；崇正十年賊大奄至，燾且戰且守擊斬三百餘人，賊攻益力，相持二十餘日，天大風雪，守者多散，燾知必敗，入署整冠帶自經，賊焚其署，火獨不及燾死所，屍直立不仆，賊望見駭走。已覓州印，得知燾所立尺土下，州士民赴義從死者千有餘人，事聞贈太常少卿，贈諡烈愍。 《明史》忠義傳
9. ↑  《明史·卷二百九十二·列傳第一百八十　忠義四》：王燾，字澹仲，崑山人。少孤貧，九歲為人後。族人有謀其產者，燾舉以讓之，迎養嗣祖母及母惟謹。萬曆末，舉於鄉，由教諭歷隨州知州。州經群盜焚掠，戶不滿千。燾訓民兵，繕守具。土寇李良喬為亂，殲滅之。十年正月，大賊奄至。燾且守且戰，擊斬三百余餘人。賊攻益力，相持二十余日。天大風雪，守者多散。燾知必敗，入署，整冠帶自經。賊焚其署，火燭不及燾死所，屍直立不仆，賊望見駭走。已覓州印，得之燾所立尺士下。事聞，贈太常少卿。福王時，賜諡烈湣，建雙忠祠，與同邑蔡懋德並祀。
10. ↑  光緒《崑新兩縣續修合志·卷二十七·忠節上》：（王）燾，字澹仲，少孤貧，九歲為人後，有謀其產者，燾悉舉以讓之，迎養所嗣祖母及母惟謹。萬厯末舉於鄉，由教諭厯隨州知州，州經羣盜焚掠，戶不滿千，燾訓民兵、繕守具，土寇李良喬為亂殲滅之；崇禎十年正月流賊奄至，且戰且守，擊斬三百餘人，賊攻益力，相持二十餘日，天大風雪，守者多散，燾知必敗，入署整冠帶自經，賊焚其署，火獨不及燾死所，屍直立不仆，賊望見駭走。已覓州印，得知燾所立尺土下，事聞贈太常少卿，福王時諡烈愍，建雙忠祠，與同邑蔡懋德並祀 《明史》 。燾為雲南布政秩元孫，舉萬厯戊午鄉薦，乙丑選海門教諭，其地贄儀分九等，燾至謝革之，有成生者無懼黜夜餽金，燾怒叱去論如法；諸生李存性試高等應食餼，貧不能給諸費，燾代為經理得補缺，是年即膺選拔，海門人無不頌之。丁本生母憂，服闋補儀真，清操益著，事邑紳陳廷策為師，廷策故以廉介聞海內者，邑令墨絕弗與通，以百金葺學宮卻之，陞知解州，持祖母服歸。丙子補隨州，隨為流寇出沒地，人咸憂之，燾曰：「臣子敢擇地而蹈乎？」不數月而劇寇老回回、張獻忠至遂死之，國朝乾隆四十一年追諡節愍。 按燾死難後，子錫中具疏請卹，輔臣薛國觀持不許，至甲申乃得贈官賜諡